# Gajdócsi István
Gajdócsi István (Baja, 1924. augusztus 20. – Kecskemét, 1989. szeptember 25.) magyar jogász, politikus, gazdálkodó.

## Élete
Középiskolai tanulmányait követően a Pázmány Péter Tudományegyetem hallgatója lett, ahol 1947-ben állam- és jogtudományi doktori oklevelet szerzett. Diplomázása után hadbírói munkakörbe kívánták elhelyezni, ám ezt családi okokra hivatkozva nem vállalta, helyette az örökségként kapott földterületén egyéni gazdálkodásba fogott.
Később, 1960 januárjában belépett a Magyar Szocialista Munkáspártba, majd a szülővárosában megalakított Lenin Mezőgazdasági Termelőszövetkezet elnöke lett. 1964 januárjában a Bajai Járási Tanács Végrehajtó Bizottságának elnökévé nevezték ki. 1971 januárjától a Bajai Városi Tanács elnöke lett, majd a következő év elejétől egészen az 1989 júniusi nyugdíjazásáig a Bács-Kiskun Megyei Tanács elnöki tisztségét töltötte be. Hivatali működésének ideje alatt Kecskemét az Alföld egyik kulturális és szellemi központjává vált; támogatásával szakszövetkezetek, termelőszövetkezeti szakcsoportok alakultak. Ugyancsak részben az ő támogatásával jött létre 1972-ben Lajosmizsén az ország első tanyamúzeuma is.
1971. április 25-étől élete végéig országgyűlési képviselő is volt, ez idő alatt minden választáson a Bács-Kiskun megyei 13. számú egyéni választókerületében szerzett mandátumot, 1985. június 25-étől beválasztották az Elnöki Tanács tagjai közé is, ezen tisztségét szintén haláláig töltötte be. 1987 szeptemberében meghívott vendégként – mint a megyei tanács elnöke – Pozsgay Imrével együtt részt vett az első lakitelki találkozón is.
Alig néhány hónappal a nyugdíjazása után, 1989. szeptember 25-én hunyt el Kecskeméten.